# Match-Tie-Break
Match-Tie-Break (früher auch Champions-Tie-Break genannt) bezeichnet eine Sonderform des Tie-Breaks, die ursprünglich eingeführt wurde, um ein Tennismatch bei Satzgleichstand zu entscheiden.
Bei einem Spielstand von 1:1 Sätzen in einer Begegnung auf zwei Gewinnsätze ersetzt ein solcher Tie-Break den entscheidenden dritten Satz. Der Spieler / das Doppelpaar, der/das zuerst zumindest zehn Punkte bei gleichzeitig zwei Punkten Vorsprung gewonnen hat, gewinnt den Match-Tie-Break und damit die Begegnung.
Erzielt man während des Tie-Breaks einen Punkt beim Aufschlag des Gegners wird dies als Mini-Break bezeichnet. Man benötigt mindestens eines davon bzw. eins mehr als der Gegner, um den Satz zu gewinnen.
Eine Sonderform des Match-Tie-Breaks wurde 2022 bei allen Grand-Slam-Turnieren eingeführt: Wenn es im Entscheidungssatz (also dem dritten bei „best of three“ bzw. dem fünften bei „best of five“) 6:6 steht, wird kein normaler Tie-Break bis sieben Punkte gespielt, sondern ein Match-Tie-Break bis zehn Punkte (wobei jeweils ein Vorsprung von zwei Punkten eine Voraussetzung für den Gewinn des Tie-Breaks bleibt). In diesem Fall ersetzt der Match-Tie-Break nicht einen ganzen Satz, sondern den normalen Tie-Break im Entscheidungssatz.

## Gebrauch
Der Match-Tie-Break wird beim Hopman Cup, den Grand-Slam-Turnieren (außer in Wimbledon) und bei Olympia im gemischten Doppel angewandt. Zudem gilt der Modus seit 2006 (ATP) bzw. 2007 (WTA) für die Damen- und Herrendoppel. Ausnahmen stellen hierbei lediglich Grand-Slam-Turniere sowie der Davis Cup dar.
Beim Laver Cup wird auch im Einzel der dritte Satz in Form eines Match-Tie-Breaks ausgetragen.
Auf Vereinsebene kommt der Match-Tie-Break im Einzel häufig zur Anwendung, besonders bei Senioren-Begegnungen.

## Besondere Verwendung bei Grand-Slam-Turnieren
Bei den Australian Open wird seit 2019 beim Stande von 6:6 im Entscheidungssatz des Einzels ebenfalls ein dem Match-Tie-Break identischer Tie-Break bis 10 Punkte gespielt, der häufig deshalb auch als Match-Tie-Break bezeichnet wird. Im Gegensatz zu den anderen Turnieren ersetzt dieser dort jedoch nicht komplett den Entscheidungssatz bei Satzgleichheit, sondern spielt diesen – anders als in den Jahren davor – nur nicht mehr komplett aus, bis ein Spieler tatsächlich mit einem Break Vorsprung den Satz für sich entscheiden kann. Selbiges gilt seit 2022 einheitlich auch bei allen anderen Grand-Slam-Turnieren.